# Ludwig Wüllner
Ludwig Wüllner   (Münster, 19 d'agost de 1858 - Kiel, 19 de març de 1938) va ser un cantant d'òpera (tenor), concert i òpera alemany.
Ludwig era fill del compositor i director d'orquestra Franz Wüllner (1832-1902) i net del filòleg Franz Wüllner (1798-1842). La mare era Anna, de Ludorff. Va ser un dels artistes escènics més versàtils i importants del seu temps. Va aprendre a tocar el piano i el violí a una edat primerenca i va cantar al cor del "Maximilian Gymnasium" de Múnic, on va passar l'examen Abitur el 1876 - amb Rudolf von Hößlin, Karl Schlösser, Gustav von Schoch i Carl Seitz, entre d'altres. Del 1876 al 1880 va estudiar alemany a Múnic i Berlín i es va doctorar a Estrasburg el 1881, amb el tema El glossari d'Hraban i els monuments de llengua bavaresos més antics. Un tractat gramatical. Després de més estudis a Berlín, va exercir de 1884 a 1887 com a professor privat de filologia germànica a la Reial Acadèmia Teològica i Filosòfica de Münster (actual Universitat Wilhelms de Westfàlia) i va actuar com a violinista, cantant i recitador.
Des del 1887 va estudiar cant (amb Benno Stolzenberg), composició (amb Gustav Jensen) i piano (amb Otto Klauwell) al Conservatori de Colònia. En una de les seves primeres aparicions com a cantant de concerts el 1888, va cantar la part tenor de la novena simfonia de Beethoven amb lOrquestra de Colònia Gürzenich sota la direcció del seu pare. El 1889 va estar contractat com a actor al teatre "Meiningen Court", on va treballar com a heroi i actor de personatges fins al 1895. El 1889 Jordi II li va concedir el títol de "duc de Meiningischer Hofstauspieler". Des del 1889 va aparèixer als teatres de parla alemanya més importants del món: al "Deutsches Theatre de Berlín", al "Vienna Burgtheater", al "Prinzregententheater" de Múnic, al "Schauspielhaus" de Leipzig i al "Deutsches Theatre" de Nova York. Wüllner va debutar operísticament el 1896 al "Weimar Court Theatre" amb el paper principal de Tannhäuser, de Richard Wagner. El 1900 va millorar la seva tècnica de cant amb el conegut professor de cant Georg Armin a Leipzig.
Wüllner era especialment conegut com a cantant de lieder. Els pianistes i directors d'orquestra que l'acompanyaven es trobaven entre els músics més importants de la seva època: Johannes Brahms, Richard Strauss, Fritz Steinbach, Arthur Nikisch, Hermann Zilcher, Artur Schnabel, Max von Schillings, Felix Weingartner, Gustav Mahler i molts altres. Wüllner era sovint anomenat el "cantant de cambra del poble alemany". Les gires de concerts amb èxit el van portar a Anglaterra, els Països Baixos, França, Escandinàvia, Rússia i els EUA. El 1910 va cantar a Nova York l'estrena nord-americana del Kindertotenlieder de Gustav Mahler, que va ser dirigida pel mateix Mahler.
Wüllner també va ser un important orador i recitador de poemes, balades i monòlegs dramàtics. Va adoptar particularment la forma del melodrama. La seva interpretació del melodrama Das Hexenlied de 1902 (música de Max von Schillings, text d'Ernst von Wildenbruch) va ser impressionant. Un enregistrament sonor d'aquesta obra es va fer el 1933 amb Wüllner de 74 anys i la Berliner Philharmoniker sota la direcció del compositor pocs dies abans de la mort de Schilling. Hi ha diversos enregistraments sonors de la veu parlant de Wüllner que donen una bona impressió del seu estil de parla excèntric i fascinant. Wüllner va ser enterrat al Parkfriedhof Lichterfelde de Berlin-Steglitz (sepultura d'honor i família, a Walde 227). La seva tomba va ser una tomba honorària de la ciutat de Berlín del 1956 al 2014.

## Treballs (selecció)
Schauspiel
- Wallenstein (Friedrich von Schiller)
- Wrangel in Wallenstein (Friedrich von Schiller)
- Shylock in Der Kaufmann von Venedig (William Shakespeare)
- Hamlet (William Shakespeare)
- Brutus in Julius Caesar (William Shakespeare)
- Teuthold in Die Hermannsschlacht (Heinrich von Kleist)
- Talbot in Die Jungfrau von Orléans (Friedrich von Schiller)
- Lélio (Hector Berlioz)
- Manfred (Lord Byron und Robert Schumann)
- Othello (William Shakespeare)
- Nathan in Nathan der Weise (Gotthold Ephraim Lessing)
- Lear in König Lear (William Shakespeare)
- König Oedipus in Oedipus auf Kolonos (Sophokles)
- Faust (Johann Wolfgang von Goethe)
- Tartuffe (Molière)
- König Philipp II in Don Carlos (Friedrich von Schiller)
- Tetrarch in Salome (Oscar Wilde)
- Prospero in Sturm (William Shakespeare)
- Marcus Antonius in Julius Caesar (William Shakespeare)
- Mephisto in Faust (Johann Wolfgang von Goethe)
- Egmont (Johann Wolfgang von Goethe)

## Òpera
- Tannhäuser in Tannhäuser und der Sängerkrieg auf der Wartburg (Richard Wagner)
- Siegmund in Die Walküre (Richard Wagner)

## Enregistraments de so
- "La cançó de les bruixes" i recitacions de Max von Schilling: Ludwig Wüllner "El bardo més gran d'Alemanya". Ludwig Wüllner (locutor), Max von Schillings (compositor, director), Berliner Philharmoniker. Compact Disc, Bayer Records 200 049. 1999.
- Schillings: Das Hexenlied i altres composicions. Max von Schillings (compositor, director), Berliner Philharmoniker, Staatskapelle Berlin, Ludwig Wüllner (locutor), Barbara Kemp (soprano), Josef Mann (tenor). Compact Disc, Preiser 90294. 2001.